# Tommaso (vescovo di Firenze)
Tommaso (... – post 743) è stato un vescovo italiano, vescovo di Firenze nell'VIII secolo.
L'unica notizia attendibile sulla sua vita è da ricollegare alla sua partecipazione a Roma al sinodo di papa Zaccaria, tenutosi nel 743.